# Софийска книжовна школа
Софийската (Средецката) книжовна школа е просветно и книжовно средище след падането на България под османско владичество.
Развива се във втората половина на XV и в XVI век в София и околните селища и манастири от Софийската Света гора. Неин център е Драгалевският манастир.
Първоначалната роля на книжовниците е да преписват ръкописи, докато през XVI в. се създават оригинални произведения с отличителни белези – единен правопис, обща идейно-патриотична насоченост, актуалност и историзъм. Открояват се две основни тенденции. Първата представлява сближаване на литературата с народната лексика и синтаксис. Представители са поп Пейо и Бойчо Граматик. Втората тенденция е близка до традициите на Търновската книжовна школа. Главният ѝ представител е Матей Граматик.
Поддържат се връзки с Рилския манастир и Кратово, които са важни книжовни центрове. Представителите на книжовната школа се стремят към демократизиране на стила и езика, композиционно опростяване и достоверност на оригиналните и на преписваните произведения.